# Schattenwurf von Windenergieanlagen
Beim Schattenwurf von Windenergieanlagen handelt es sich um den von Rotor und Turm erzeugten Schattenwurf, der während direktem Sonnenschein auftritt. Insbesondere der Schattenwurf des Rotors tritt für viele Menschen unangenehm in Erscheinung, da dieser im Gegensatz zu unbewegten Gegenständen periodische Helligkeitsschwankungen am Immissionsort hervorruft. Der Schatten einer stehenden Windenergieanlage ist hingegen nicht anders zu bewerten als der Schatten eines normalen Gebäudes. Das Auftreten des Schattenwurfes hängt von der Lage und Höhe der Anlage, der Lage des Immissionspunktes und vom Wetter ab.
Der Schattenwurf von Windenergieanlagen wird oft auch als Diskoeffekt bezeichnet, obwohl der Diskoeffekt streng genommen Lichtreflexionen von Rotorblättern bezeichnet.

## Betroffener Bereich
Kurz nach Sonnenaufgang trifft der Schatten der Windenergieanlage in sehr weiter Entfernung, in westlicher Richtung, auf den Boden. Bei höher steigender Sonne rückt der Schatten näher an die Windenergieanlage und entfernt sich nachmittags wieder in östliche Richtung. Im Sommer, wenn die Sonne im Nordosten aufgeht, fällt der Schatten zunächst nach Südwesten. Gegen Mittag ist er nur wenige Meter vom Fußpunkt entfernt und wandert abends nach Südosten. Im Winter geht die Sonne im Südosten auf, steigt mittags nur bis ca. 15° über den Horizont (abhängig vom Datum und der geografischen Breite, gilt für Deutschland Ende Dezember) und versinkt im Südwesten. Der Schatten zieht seine Bahn dementsprechend von Nordwesten kommend, in größerer Entfernung an der Windenergieanlage vorbei, nach Nordosten. Das vom Schattenwurf betroffene Gebiet ist in der nebenstehenden Zeichnung dargestellt. 

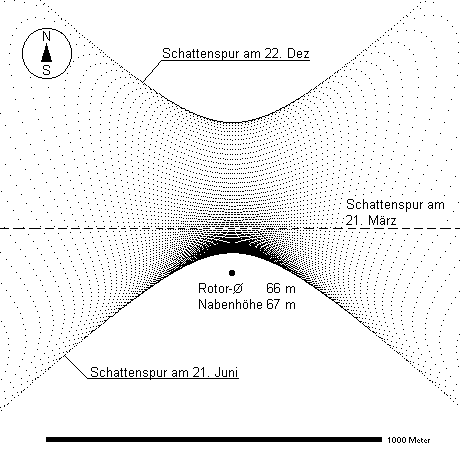
Schattenwurfbereich einer WEA

Die Form des Gebietes hängt von der geografischen Breite ab. Jenseits der Polarkreise kann die Sonne ringsum wandern, so dass der Schattenwurf alle Himmelsrichtungen erreicht. In den Tropen kann die Sonne senkrecht über einer Windenergieanlage stehen, so dass auch ihr Fußpunkt im Schatten stehen kann. In Deutschland entsteht die dargestellte Form.
In größerer Entfernung von der Anlage kann der Schattenwurf vernachlässigt werden. Da das Rotorblatt von der Ferne aus gesehen nur einen kleinen Bereich der Sonne verdeckt, ist die aus dieser Verdeckung resultierende Helligkeitsschwankung nicht mehr wahrnehmbar. Die Reichweite des Schattenwurfes hängt von der Breite des Rotorblattes und der Entfernung zur Projektionsfläche ab. Bei großen Windenergieanlagen muss der Schattenwurf teilweise noch in mehr als 1000 m Entfernung berücksichtigt werden.

## Immissionsschutz
Entsprechend den sogenannten „Hinweise[n] zur Ermittlung und Beurteilung der optischen Immissionen von Windenergieanlagen“ des Arbeitskreises Lichtimmissionen der Bund/Länder-Arbeitsgemeinschaft Immissionsschutz darf der Schattenwurf von Windenergieanlagen nicht länger als 30 Stunden pro Jahr und 30 Minuten am Tag auf ein Wohnhaus wirken. Bei Überschreitung dieser Dauer müssen die Windenergieanlagen abgeschaltet werden, solange ihr Schatten auf den Immissionspunkt fällt.
Hierbei wird zwischen der theoretisch maximal möglichen und der tatsächlichen Schattenwurfdauer unterschieden. Die theoretisch maximal mögliche Schattenwurfdauer würde dann erreicht, wenn die Sonne stets schiene, der Rotor immer in Bewegung wäre und der Rotor außerdem immer quer zur Sonne stünde. Da dies nicht der Fall ist, liegt die tatsächliche Schattenwurfdauer deutlich unter der theoretisch maximal möglichen. Erfahrungsgemäß liegt an Standorten mit einer theoretisch maximal möglichen Schattenwurfdauer von 30 h/a die tatsächliche Schattenwurfdauer ungefähr bei 8 h/a. In der Bau- bzw. immissionsschutzrechtlichen Genehmigung für Windkraftanlagen wird daher verlangt, dass eine Windenergieanlage, deren Schatten theoretisch die Schattenwurfdauer eines Immissionspunktes auf über 30 h/a oder 30 min/d hochtreiben kann, mit einer Abschaltautomatik ausgerüstet werden muss. Diese Abschaltautomatik muss so programmiert werden, dass die tatsächliche Schattenwurfdauer auf 8 h/a und 30 min/d begrenzt wird.
Bei der Betrachtung der Schattenwurfdauer wird dabei vom Immissionspunkt ausgegangen: Entscheidend ist nicht, wie lange eine bestimmte Windenergieanlage Schatten wirft, sondern wie lange der Immissionspunkt betroffen ist. Wenn mehrere Windenergieanlagen Schatten werfen, muss beispielsweise nachmittags eine von ihnen abgeschaltet werden, wenn vormittags eine andere die zulässige Schattenwurfdauer von 30 min/d ausgeschöpft hat.